# ハルビン銀行
ハルビン銀行（はるびんぎんこう、中国語：哈尔滨银行, SEHK: 6138）は中国黒龍江省ハルビン市道裏区に本拠がある銀行。
ハルビン銀行は本社が中国黒龍江省ハルビンに本拠があり、1997年にハルビン市商業銀行として発足し、2007年にハルビン銀行となった。4支社（大連、天津、双鴨山、鶏西分行）をもち、120の支店で営業している。

## 歴史上のハルビン銀行
ハルビンは早くから金融センターで、日本の資本により1921年に設立された歴史上の「ハルビン銀行」があった。後に、満州中央銀行に吸収合併されている。
また、私営の徳泰銀行と大成銀行が1944年に合併して、「ハルビン銀行」ができている。これは日本人および満州中央銀行が36パーセントの株式を所有していたが、解放後中国政府に接収されて、1954年には清算された。